# وله، نورد ترندلگ
وله، نورد ترندلگ (به لاتین: Velle, Nord-Trøndelag) یک سکونتگاه مسکونی در نروژ است که در Innherred واقع شده‌است.

## خصوصیات
وله ۰٫۳۷ کیلومترمربع مساحت و ۳۹۷ نفر جمعیت دارد و ۵ متر بالاتر از سطح دریا واقع شده‌است.